# 와! e 멋진세상
《와! e 멋진세상》은 2000년 5월 19일부터 2005년 4월 20일까지 MBC에서 방송되었던 새롭게 변모하고 있는 세계의 모습을 다양한 방식으로 접근해 우리들에게 필요한 변화의 계기를 함께 생각해보는 프로그램이다.

## 프로그램 소개
- 즐거움과 감동의 지구촌 식구들을 만나보세요~!!

## 기획 의도
- 새 천년을 맞아 빠르게 변화하고 있는 시사 교양 프로그램이다.

## 프로그램 내용
- 1. 新인류를 찾아라! : 다른 사람과 달라 보여 괴짜라 불릴 수도 있지만, 사실은 깊은 성찰과 지혜를 담고 있는 사람들, 도전정신과 발상의 전환으로 새로운 삶을 살아가는 사람들 등... 신세기를 이끌어갈 신인류, 신사고의 현장을 찾아 생생하게 밀착 취재, 소개한다.
- 2. 新체험, 멋진도전! : 세상을 향한 약간은 무모하지만 목적의식을 담은 도전, 몇 년을 이어져온 축제 속에서 역사와 전통을 이어가는 모습 등... 시청자들의 답답한 속을 틔워주는 신나고 멋진 체험!
- 3. 新비법을 찾아라! : 새로운 발상으로 성공을 만들어 가는 사람들. 경제적 성공 뿐만 아니라 찾는 이들에게 즐거움과 감동을 만들어 내는 현장을 찾아 그 성공 비법을 알아본다.

## 방송 시간
| 방송 채널 | 방송 기간                          | 방송 시간                            |
| --------- | ---------------------------------- | ------------------------------------ |
| MBC TV    | 2000년 5월 19일 ~ 2000년 10월 27일 | 매주 금요일 저녁 7시 30분 ~ 8시 20분 |
| MBC TV    | 2000년 11월 1일 ~ 2002년 3월 27일  | 매주 수요일 저녁 7시 25분 ~ 8시 20분 |
| MBC TV    | 2002년 4월 3일 ~ 2005년 4월 20일   | 매주 수요일 저녁 7시 20분 ~ 8시 20분 |

## 진행자
- 손석희
- 신동호
- 김지호
- 김현주
- 정은아
- 이정현
- 임창정
- 우희진
- 오승현
- 진, 빈
- 최은경
- 최윤영

## 패널
- 홍록기
- 김효진